# Murata Tanryō

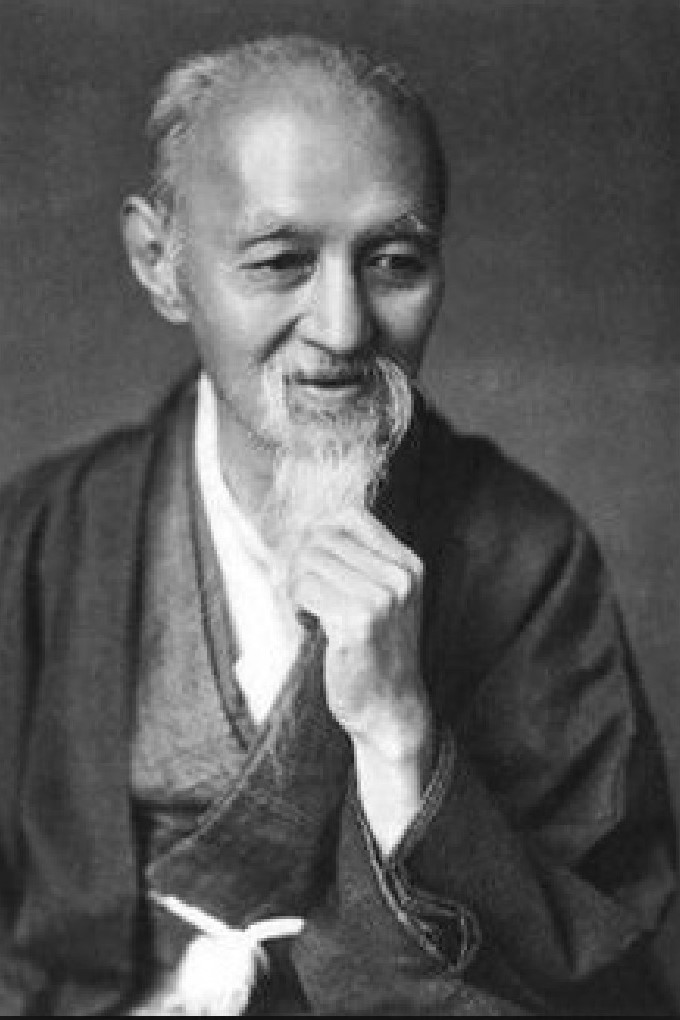
Murata Tanryō

Murata Tanryō (japanisch 邨田 丹陵 eigentlich Murata Tadashi (邨田 靖), weitere Künstlernamen: Setsuei Sōsha (雪営 霜舎), Taizan Rōshu (泰山 楼主); geb. 20. Juli 1874 in Kioto; gest. 27. Januar 1940) war ein japanischer Maler der Nihonga-Richtung der Taishō- und frühen Shōwa-Zeit.

## Leben und Werk
Murata Tanryō wurde in Kioto geboren. Er begann mit einem Studium der Malerei im Stil der Tosa-Schule unter Kawabe Mitate (川辺 御楯; 1838–1905). Als ein Mitglied der Gruppe um Okakura Kakuzō war er 1891 an der Gründung der Vereinigung „Nihon Seinen Kaiga Kyōkai“ (日本青年絵画協会) beteiligt. 1898 wurde er Mitglied der zur „Nihon Kaiga Kyōkai“ umorganisierten Vereinigung.
Murata stelle auf der 1. vom Kultusministerium organisierten Ausstellung, der „Monbushō bijutsu tenrankai“ (文部省美術展覧会) aus. Nach dem Japanisch-Russischen Krieg 1905, an dem er als Maler beteiligt war, zog er sich aus Künstlerkreisen zurück und lebte zurückgezogen auf dem Lande außerhalb Tokios.

## Bilder

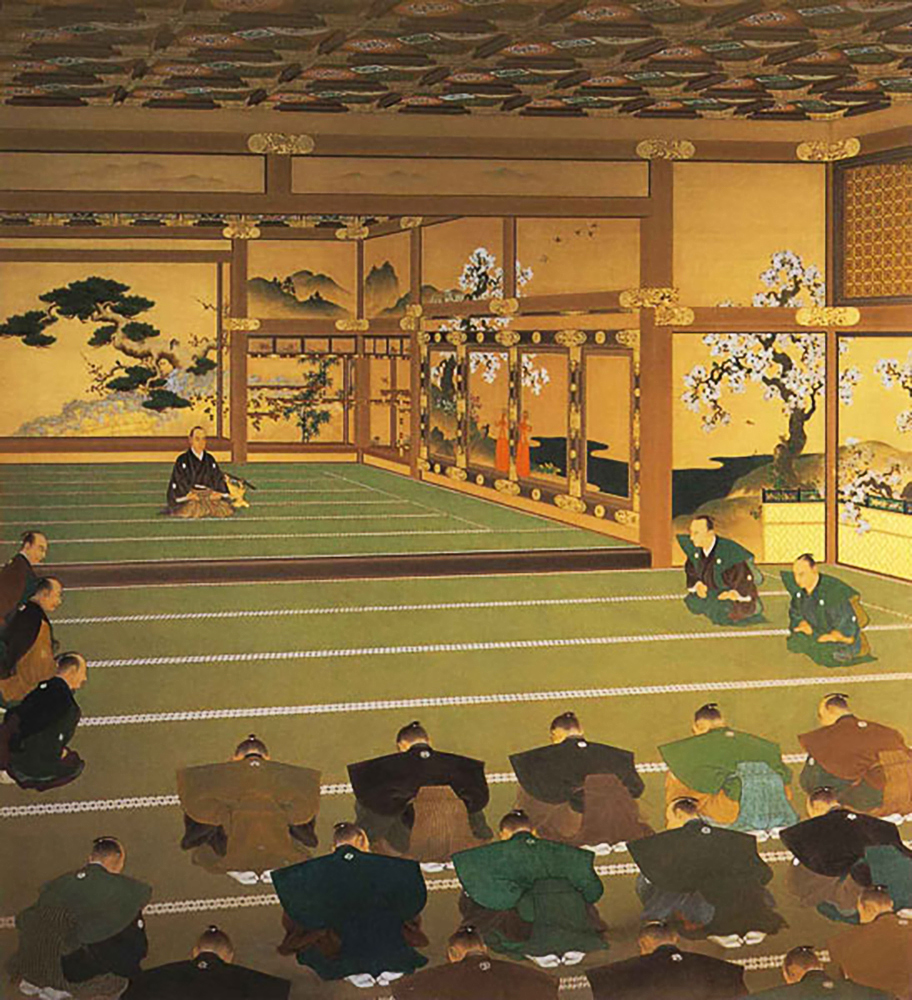
Taiseihōkan
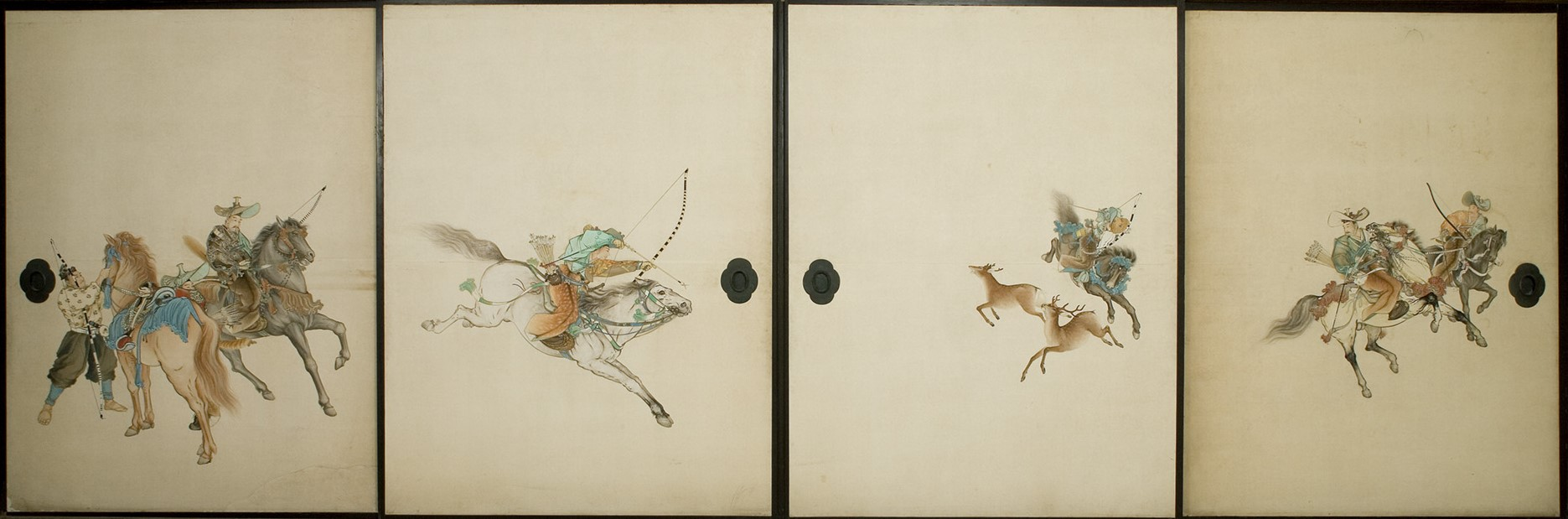
Aus dem Omoto Shoin des Kotohira-gū
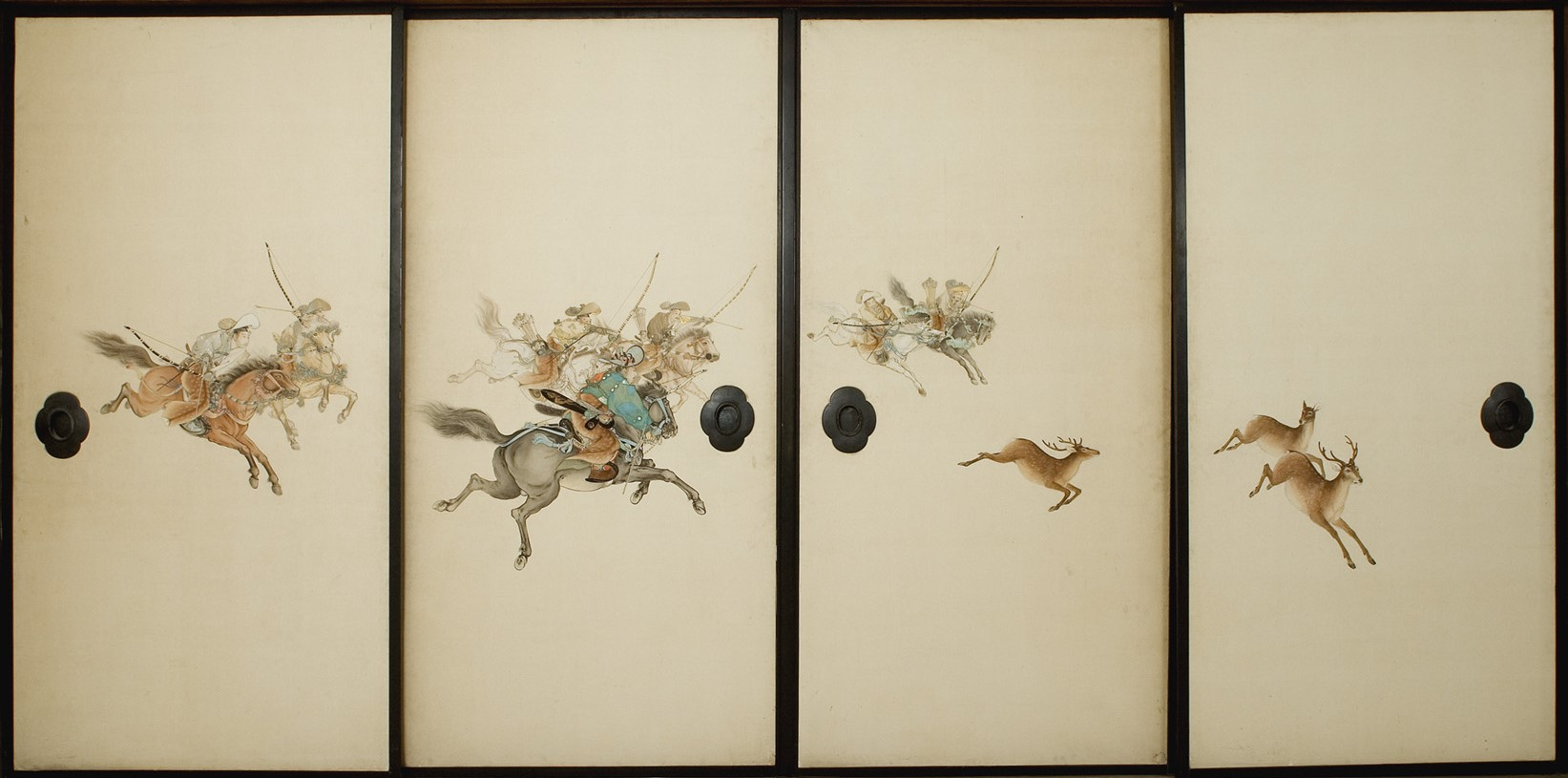
Aus dem Omoto Shoin des Kotohira-gū
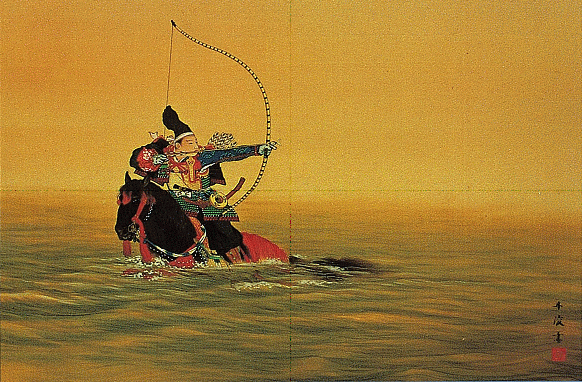
Aus dem Heike Monogatari